# Selección de fútbol de Venezuela
La Selección Venezolana de Fútbol, también conocida popularmente como La Vinotinto, es el equipo formado por jugadores de nacionalidad venezolana que representa a la Federación Venezolana de Fútbol (FVF) en las competiciones oficiales organizadas por la Confederación Sudamericana de Fútbol (Conmebol) y la Federación Internacional de Fútbol Asociación (FIFA), desde su creación en 1925.
La selección venezolana destaca por ser la última de las diez selecciones sudamericanas en formarse y afiliarse. Su debut se produjo el 12 de febrero de 1938 ante Panamá en los IV Juegos Centroamericanos y del Caribe.
Histórica y estadísticamente ha sido considerada una de las selecciones más débiles de la confederación continental. Sin embargo, desde finales del siglo XX, se inició un crecimiento futbolístico muy importante en Venezuela, que se ha traducido en un mejoramiento notable de su competitividad y de la calidad de su juego.
La selección venezolana no ha disputado ninguna Copa Mundial de Fútbol —siendo la única selección de la confederación que no ha clasificado para una—. A su vez, es la selección con más partidos disputados en la historia de la Clasificación para la Copa Mundial de Fútbol que no se ha clasificado jamás para la misma —por delante de Luxemburgo—.
Como selección afiliada a la Conmebol, tiene el derecho a participar en la Copa América —en la cual no participó en sus primeras veintiocho ediciones—. Es junto con Ecuador la única selección de la confederación que no ha ganado dicho torneo, siendo su mayor logro en el cuarto lugar conseguido en la edición de 2011.
En sus participaciones a nivel regional para selecciones absolutas —antes de que modificaran las normativas referentes a las condiciones de los equipos participantes—, ha logrado obtener varias medallas en los Juegos Bolivarianos, así como su único título a nivel de selección mayor: la medalla de oro en los XIV Juegos Centroamericanos y del Caribe de 1982 celebrados en La Habana, Cuba.

## Historia de la Selección Venezolana de Fútbol
El término «Vinotinto» hace alusión al color de la camiseta de la selección. 
El primer partido que disputó la selección nacional de fútbol de Venezuela lo hizo con un uniforme informal, compuesto de una camiseta blanca con botones y short blanco. Pero esto cambia durante el gobierno del general Eleazar López Contreras, cuando la selección para participar en las competencias internacionales tuvo que uniformarse de un modo más profesional.
El 12 de febrero de 1938, disputa su primer encuentro internacional durante los IV Juegos Centroamericanos y del Caribe en Panamá, con un uniforme donde predominaba el color vinotinto, muy parecido a la recién fundada Guardia Nacional, el juego lo gana Panamá 3 a 1. También participa ese mismo año en los I Juegos Bolivarianos en Bogotá.
Primer Uniforme Vinotinto
Según el libro "La historia de La Vinotinto. Un sentimiento… una pasión" de Lázaro Candal y Claudio Méndez, y también expuesto por el atleta y periodista, Herman "Chiquitín" Ettedgui, en un amistoso que disputaría la selección, los encargados de llevar los uniformes los olvidaron, entonces se comunicaron con el general Dámaso Pérez Maduro, que les prestó los uniformes de la Guardia Nacional que eran color vinotinto.
La selección lo usó y ganó el amistoso, y desde ese momento y para atraer la buena suerte, lo siguieron utilizando.
Para la época, no se utilizaba el término Vinotinto para señalar a ninguna de las delegaciones deportivas de Venezuela, se empezó a utilizar desde la década del 50.
Curiosidades de la Vinotinto
En el Campeonato Sudamericano 1967 disputado en Uruguay, la selección se presentó con un uniforme más rojo que vinotinto, sin embargo, un detalle particular ocurrió con el uniforme alternativo, el cual no llevaron, cuando se iban a enfrentar al combinado de Chile, al ser similares ambos uniformes, los organizadores buscaron en los depósitos del estadio Centenario de Montevideo alguna camiseta para uniformar a los venezolanos y hallaron las del Club Atlético Peñarol, equipo uruguayo.
También para la Copa América de 1993 celebrada en Ecuador, la selección asistió con un uniforme blanco, con la bandera en forma vertical en el pecho y también se utilizó un uniforme rojo oscuro que no era vinotinto con la bandera del lado derecho en vertical.
Uniforme Vinotinto Copa América 1993
En 1998, la Federación Venezolana de Fútbol (FVF) firmar su primer contrato conocido de patrocinio y equipamiento con la empresa mexicana ABA Sport, esta diseña una camisa tricolor con el mapa de Venezuela justo antes de los XVIII Juegos Centroamericanos y del Caribe realizados en Maracaibo.
Uniforme de la Selección de Fútbol con el Mapa de Venezuela
Para el año 2019, la marca italiana Givova se encarga del uniforme de la Vinotinto.
Uniforme de la Selección de Fútbol de Venezuela 2019
Aunque el color de la camiseta ha sido cambiado en algunos momentos de la historia —en particular durante los últimos tiempos—, el color vinotinto históricamente ha engalanado a la selección, alcanzando incluso a combinados de otras disciplinas —como a las selecciones de béisbol y de baloncesto—.
Con la llegada de Richard Páez como entrenador de la selección, llegó a conocerse a esta en el medio local bajo el nombre de «los lanceros de Páez» —en alusión a los lanceros que fueron miembros del ejército al mando de José Antonio Páez durante la guerra de independencia de Venezuela— por el desempeño mostrado por el equipo.

## Historia
En Venezuela se dieron los primeros pasos de manera «amateur» —no organizada ni profesional— apenas en 1920 —ya que el fútbol era visto por los venezolanos como un deporte de extranjeros—. En 1925 se crea la Federación Nacional de Fútbol para desarrollar el fútbol de manera más organizada y consecuente —para entonces ya se habían disputado diez ediciones de la Copa América—.
El 5 de octubre de 1937, se produjo la afiliación de la Liga Venezolana de Fútbol (LVF) a la FIFA —la Federación Costarricense de Fútbol sirvió como padrino para la afiliación de Venezuela—. Sin embargo, la selección de Venezuela fue fundada a finales de los años 1930 —aunque no de manera profesional—. Esta selección disputó su primer encuentro internacional el 12 de febrero de 1938 durante los IV Juegos Centroamericanos y del Caribe ante Panamá. El encuentro disputado en la Ciudad de Panamá finalizó 2-1 a favor del conjunto local.
Luego de muchos problemas institucionales, se estableció la Federación Venezolana de Fútbol en 1951 —para entonces ya se habían disputado veintiuna ediciones de la Copa América y cuatro Copas Mundiales, sin que Venezuela hubiese aun participado en alguna—. Sin embargo, la federación mantuvo cierta continuidad e ingresó formalmente a la FIFA en 1952 y a la Confederación Sudamericana de Fútbol en 1953. Sería a finales de los años 60 cuando Venezuela comenzase su profesionalización y empezaría a participar por primera vez en las distintas competiciones observadas por las federaciones integrantes de la Conmebol, como las eliminatorias para la Copa Mundial de Fútbol de 1966 y el Campeonato Sudamericano 1967.
La selección venezolana debutó en eliminatorias durante las eliminatorias de 1966, conformando el grupo 1 junto con Perú y Uruguay. Su primer partido fue el 16 de mayo de 1965 frente al seleccionado peruano en el estadio Nacional de Lima, saldado 1-0 a favor de los locales. Un año después, Venezuela debutó en la Copa América, en la edición de 1967 celebrada en Uruguay. A su vez, la selección olímpica de Venezuela participaría por primera vez en el torneo preolímpico de fútbol, en vista de los Juegos Olímpicos Ciudad de México de 1968.

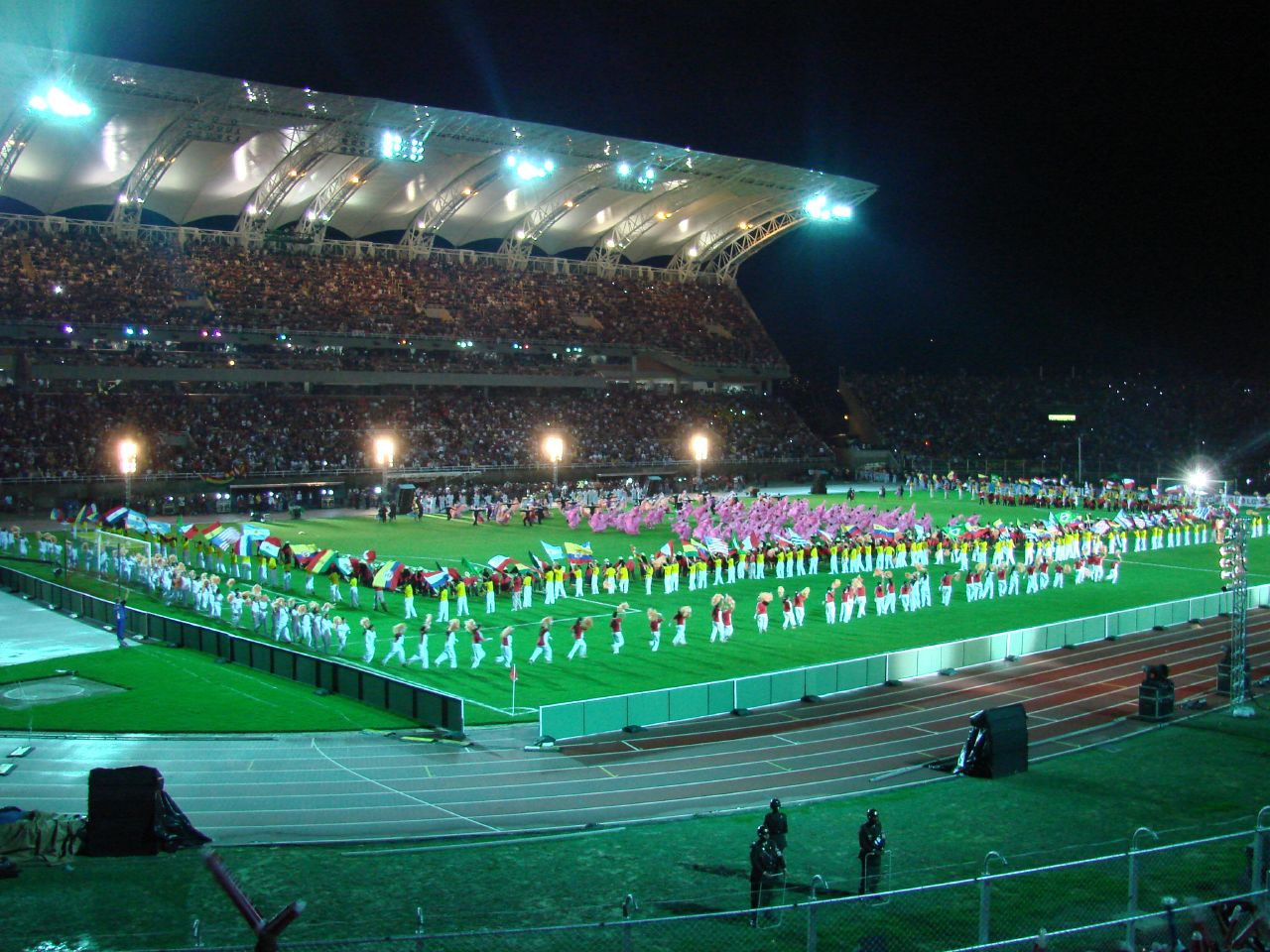
En 2007, Venezuela albergó por primera vez una edición de la Copa América.

Tras unas malas eliminatorias hacia el Mundial de 1970, la selección sería inhabilitada por la FIFA luego de varias disputas internas entre la Federación Venezolana de Fútbol y la Liga de Fútbol Profesional de Venezuela. La selección venezolana integraría en teoría el grupo eliminatorio número tres junto con Perú y Chile. Pero, al persistir los problemas entre los entes rectores del fútbol en el país, la FIFA tomó la determinación de separar a Venezuela de la contienda eliminatoria para el Mundial a celebrarse en Alemania en el año 1974. Sin embargo, pudo disputar la siguiente edición de la Copa América —disputada sin lugar fijo en 1975 y donde conseguiría su peor derrota al caer 11-0 ante Argentina—.
El regreso a las competiciones oficiales se da en 1977, donde la selección participaría en las eliminatorias para el Mundial de Argentina 1978. Consiguiendo solo un punto como resultado al empate conseguido contra Uruguay. A partir de ese momento, Venezuela siguió cosechando resultados negativos tanto en eliminatorias como en la Copa América. Todo cambió con la llegada del entrenador argentino José Omar Pastoriza en 1998.
Venezuela iniciaría las eliminatorias para el Mundial de Corea/Japón 2002 con tres derrotas consecutivas para luego obtener su tercera «histórica» victoria en eliminatorias contra Bolivia. Pero los resultados históricos empezaron el 14 de agosto de 2001. Allí la selección nacional —que ahora era dirigida por Richard Páez— derrotó por primera vez en su historia a Uruguay por 2-0 y, en la jornada siguiente, derrotó 2-0 a Chile en Santiago, lo que significó la primera victoria como visitante en eliminatorias mundialistas en toda su historia. Luego vencerían a Perú por 3-0 y, en la penúltima, derrotó 3-1 a Paraguay. La exitosa racha la terminaría Brasil en la última jornada ganando 3-0. Venezuela terminaría en la novena posición con dieciséis puntos, producto de cinco victorias y un empate —caso contrario ocurrió en la Copa América 2004 en Perú, donde Venezuela volvería a ser eliminada en la primera ronda del torneo—.

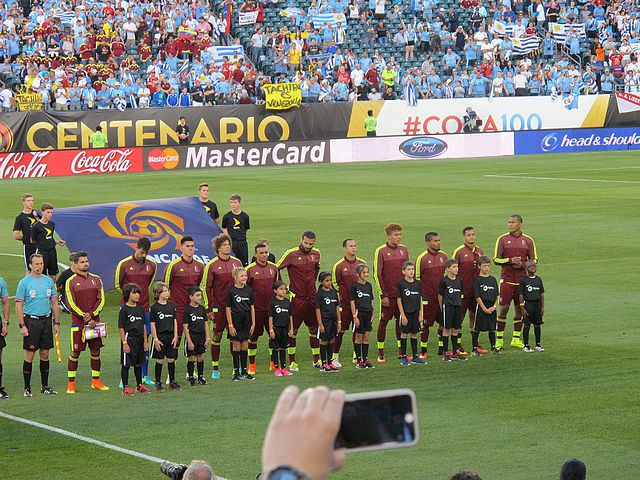
La selección de Venezuela se alinea previo a su enfrentamiento por la Copa América Centenario ante su similar de.

Durante las eliminatorias para Alemania 2006, Venezuela ya había conseguido su mejor posición en la clasificación de la FIFA consiguiendo el 48.º puesto en abril de 2004. Además, siguió cosechando históricos e importantes resultados. Vencerían a Colombia 1-0 en Barranquilla y a Bolivia por 2-1, y el 31 de marzo dio la sorpresa mundial cuando venció a Uruguay en Montevideo por 0-3 —en lo que sería llamado el «Centenariazo»—. A partir de ahí, la Vinotinto perdió aire y no pudo lograr el objetivo de ir al Mundial —no obstante, logró borrar la impresión que tenía a nivel internacional de equipo débil—. En 2007 organizó por primera vez una Copa América en donde alcanzó los cuartos de final. La era de Richard Paéz terminó al inicio de las eliminatorias para el Mundial de 2010 tras renunciar luego de lograr una victoria 5-3 ante Bolivia. En su lugar, César Farías sería presentado como nuevo entrenador en 2008, y finalizada la eliminatoria la selección consiguió veintidós puntos —sobrepasando a Perú y Bolivia en la tabla—. Durante su etapa, también consiguió importantes resultados como el cuarto lugar en la Copa América 2011.
En 2014 Noel Sanvicente se haría cargo de la selección nacional tras la renuncia de César Farías, pero como entrenador tuvo un mal rendimiento donde la selección quedó eliminada en fase de grupos de la Copa América 2015 —algo que no ocurría desde 2004— y consiguió el peor arranque en eliminatorias desde la de 1998. Su paso por la selección acabó al presentar su renuncia tras la derrota 4-1 ante Chile en abril de 2016. Sanvicente fue reemplazado por Manuel Plasencia de forma interina hasta el anuncio de la contratación del exportero internacional Rafael Dudamel —que recibió a la selección en el último lugar de las eliminatorias con un punto en seis partidos—. Bajo su mando, la Vinotinto rápidamente mejoró su andar y, en la Copa América Centenario, alcanzaría los cuartos de final tras caer 4-1 ante Argentina. Durante su mando consiguió algunas victorias y empates, pero no fue suficiente para salir del foso de la tabla de clasificación en las eliminatorias para el Mundial de 2018. Igualmente, para la Copa América 2019, caería nuevamente ante Argentina en cuartos de final, esta vez por marcador de 0-2.
Rafael Dudamel renunció en enero de 2020 a poco antes de empezar las eliminatorias para Catar 2022 tras problemas con la dirigencia de la Federación Venezolana de Fútbol, en su lugar fue contratado el entrenador portugués José Peseiro. Peseiro no las tuvo todas consigo, ya que antes de arrancar la eliminatoria, la selección se encontraba «debilitada» desde lo interno —la comprobación de actos de corrupción en la federación, la intervención del Estado venezolano, la quejas de los jugadores por premios que no fueron cancelados, así como la disputa en el seno de la federación, hicieron que en septiembre de 2020 la FIFA interviniera instalando una «Junta Normalizadora» ante la imposibilidad de la Federación Venezolana de Fútbol—. Pese a ello Peseiro consiguió una victoria y un empate en sus primeros seis partidos antes de enfrentar una «complicada» Copa América 2021 —cuyo plantel se vio afectado al comprobarse que 8 de los 28 jugadores y tres miembros del cuerpo técnico estaban contagiados con covid-19—, donde Venezuela solo consiguió dos empates en cuatro partidos y quedando última en su grupo. Luego del cértamen, Peseiro anunció su renuncia por un tema de impagos —donde la federación le adeudó un total de catorce meses de salario—. Leo González asumió el cargo de técnico interino por un total de ocho partidos y en donde solo consiguió una victoria. Su reemplazo fue el técnico argentino José Néstor Pékerman, presentado el 30 de noviembre de 2021. Con una selección «virtualmente» eliminada, Pékerman concluiría la eliminatoria con una victoria —4-1 sobre Bolivia— y tres derrotas en fila ante Uruguay, Argentina y Colombia, concluyendo así la peor eliminatoria mundialista en veinticuatro años. La Vinotinto apenas sumó diez puntos en la competición y finalizó en el último lugar de la tabla —en la clasificación para el Mundial de 1998, Venezuela solo pudo acumular tres unidades—.
En marzo de 2023 la Federación Venezolana de Fútbol confirmó la salida de Pékerman, así como parte de su cuerpo técnico tras un año y tres meses en sus cargos. La salida se suscitó en medio de polémicas que terminaron con una rescisión de mutuo acuerdo. Las riendas de la selección fueron asumidas por su asistente Fernando Batista, quien había sido convocado por Pekerman para encargarse de las selecciones sub-20 y sub-23.

## Instalaciones

### Estadio
A diferencia del algunas selecciones del subcontinente, la selección venezolana no tiene un estadio fijo para sus partidos. Normalmente, durante varias décadas, jugó la mayoría de sus partidos en el Estadio Olímpico de la Universidad Central de Venezuela en Caracas, que actualmente tiene una capacidad para 20 900 espectadores. El recinto es obra del arquitecto Carlos Raúl Villanueva y fue creado especialmente para los Juegos Bolivarianos de 1951.
De los encuentros oficiales que se han disputado en Venezuela, la mayoría de ellos han sido en la ciudad de Caracas, seguido por San Cristóbal —Polideportivo de Pueblo Nuevo— y Maracaibo —Estadio José Encarnación Romero—.
En los últimos años —tras la remodelación y construcción de nuevos estadios para la Copa América 2007— la selección venezolana ha estado rotando en distintas sedes, llegando a disputar partidos oficiales en el José Antonio Anzoátegui, de la ciudad de Puerto La Cruz; el Centro Total de Entretenimiento Cachamay en Ciudad Guayana, el Metropolitano de Mérida, el Agustín Tovar en Barinas y el Monumental de Maturín. Este último mencionado ha sido la sede principal de la vinotinto para las Eliminatorias Sudamericanas para el Mundial 2026

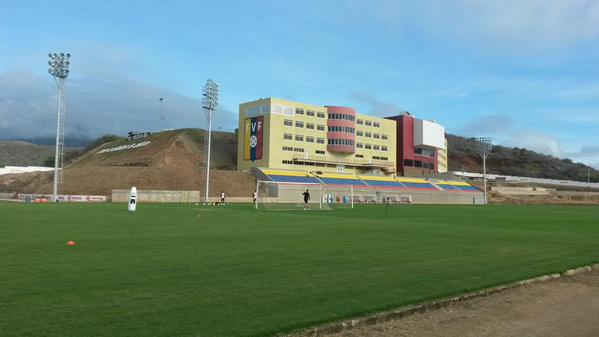
Vista de una de las canchas del Centro Nacional de Alto Rendimiento.

### Centro Nacional de Alto Rendimiento
El Centro Nacional de Alto Rendimiento es una instalación deportiva que funciona como lugar de concentración, evaluación, alojamiento y preparación de los seleccionados venezolanos, contando con un camerino especial para la selección mayor. Se encuentra ubicado en el sector de Los Robles en la isla de Margarita. Los predios abarcan un total de setenta y cinco hectáreas, y poseen oficinas administrativas, así como servicios de atención médica y alojamiento, auditorios y salones de estudio, además de tres campos de fútbol, fútbol sala y fútbol playa. Fue inaugurado en 2013 y contó con el apoyo de empresas e instituciones públicas y privadas para su desarrollo. Es propiedad de la Federación Venezolana de Fútbol.

## Uniforme y escudo
Para su primera actuación internacional en los Juegos Centroamericanos y del Caribe de Panamá, el Comité Olímpico Internacional le asignó a la selección el «inusual» color borgoña —vinotinto— en su pesada camiseta de algodón, con un sello tricolor con siete estrellas en el lado izquierdo del pecho, emulando a la bandera nacional. Desde entonces —y con excepción de algún complemento o diseños del uniforme durante breves años— la selección ha vestido siempre con dicha tonalidad, conocida en la jerga venezolana como vinotinto. Ello ha dado pie al surgimiento de «la Vinotinto» como seudónimo del equipo. 
Esta particularidad le distingue notablemente de las otras selecciones de la Conmebol, cuyos uniformes usan coloraciones correspondientes a los de sus respectivas banderas, y le junta a sus similares de Alemania, Australia, Italia, Japón, Nueva Zelanda y los Países Bajos, que son conocidas por lo mismo.
La equipación actual se dio a conocer a principios de 2019, donde Venezuela en su categoría sub-20, comenzó a lucir la indumentaria fabricada por la casa italiana Givova, tras dejar su alianza con la marca alemana Adidas. A mitad de 2023 se confirmó el regreso de Adidas como indumentaria oficial de las selecciones venezolanas en todas sus categorías para 2024.

### Evolución
| 1938 |  | (ver evolución) |  | Presente 2024 |

### Escudo
El escudo de la Federación Venezolana de Fútbol es el emblema oficial de la selección venezolana a nivel internacional. El actual escudo hizo su aparición en julio de 2023, cuando la federación presentó un nuevo logo que incorpora una silueta menos rígida, de color dorado, donde también se añaden las siglas de la FVF adaptadas al contorno. Las siglas son del mismo tono que la silueta: doradas. Aun así, la principal novedad es la inclusión del icónico tono vinotinto como fondo del escudo. Históricamente, este tono de color se ha utilizado para representar las equipaciones de la selección venezolana.

## Jugadores y cuerpo técnico
A lo largo de la historia de la selección de fútbol de Venezuela, han sido cientos de futbolistas los que han vestido la camiseta nacional. Entre esa cifra de futbolistas cuatro pertenecen al Club de los Cien de la FIFA, club que reconoce a los futbolistas que hayan disputado cien o más encuentros internacionales con su respectiva selección.
Tomás Rincón encabeza la lista del rubro de participaciones con ciento treinta. Salomón Rondón se ubica como el máximo goleador en partidos oficiales con cuarenta y un anotaciones entre Copa América, eliminatorias y amistosos. Le siguen de cerca Giancarlo Maldonado y Juan Arango con veintidós tantos —este último posee junto con Rondón el récord de más goles para un venezolano en eliminatorias al totalizar doce goles—.
En otra categoría se encuentra José Luis Dolgetta —único venezolano en ser el máximo goleador de una Copa América— al anotar cuatro tantos en la edición de 1993. Dolgetta además es el máximo goleador de la selección en este torneo con seis.

### Última convocatoria
Lista de 29 jugadores convocados para disputar los partidos de Eliminatorias para 2026 ante  Bolivia el 6 de junio y  Uruguay el 10 de junio.
| N.º | Nombre                | Posición      | Edad    | PJ  | Goles | Club                 |
| --- | --------------------- | ------------- | ------- | --- | ----- | -------------------- |
| 22  | Rafael Romo           | Portero       | 35 años | 34  | 0     | Universidad Católica |
| 1   | Wuilker Faríñez       | Portero       | 27 años | 41  | 0     | Águilas Doradas      |
| 12  | Alain Baroja          | Portero       | 35 años | 15  | 0     | Always Ready         |
| 2   | Nahuel Ferraresi      | Defensa       | 26 años | 36  | 1     | São Paulo            |
| 14  | Jhon Chancellor       | Defensa       | 33 años | 37  | 3     | Universidad Católica |
| 4   | Jon Aramburu          | Defensa       | 23 años | 14  | 1     | Real Sociedad        |
| 5   | Christian Makoun      | Defensa       | 25 años | 14  | 0     | Levski Sofia         |
| 15  | Miguel Navarro        | Defensa       | 26 años | 20  | 0     | Talleres             |
| 21  | Alexander González    | Defensa       | 32 años | 72  | 2     | Emelec               |
| --  | Thomas Gutiérrez      | Defensa       | 25 años | 1   | 0     | Club Libertad        |
| 4   | Josua Mejías          | Defensa       | 27 años | 4   | 0     | Athens Kallithea FC  |
| 3   | Wilker Ángel          | Defensa       | 32 años | 43  | 0     | Juventude            |
| --  | Alessandro Milani     | Defensa       | 20 años | 0   | 0     | SS Lazio             |
| 6   | Yangel Herrera        | Mediocampista | 27 años | 41  | 3     | Girona               |
| 7   | Jefferson Savarino    | Mediocampista | 28 años | 48  | 4     | Botafogo             |
| 8   | Tomás Rincón          | Mediocampista | 37 años | 142 | 1     | Santos               |
| 10  | Yeferson Soteldo      | Mediocampista | 28 años | 51  | 4     | Santos               |
| 19  | Juanpi                | Mediocampista | 31 años | 27  | 1     | Volos NFC            |
| 16  | Telasco Segovia       | Mediocampista | 22 años | 11  | 1     | Inter de Miami       |
| 6   | Leonardo Flores       | Mediocampista | 30 años | 1   | 0     | Atlético Bucaramanga |
| 18  | Cristian Cásseres Jr. | Mediocampista | 25 años | 38  | 0     | Toulouse             |
| --  | Freddy Vargas         | Mediocampista | 26 años | 3   | 0     | Maccabi Netanya      |
| 20  | Eduard Bello          | Mediocampista | 30 años | 23  | 4     | Universidad Católica |
| 13  | José Martínez         | Mediocampista | 31 años | 39  | 0     | Corinthians          |
| 21  | David Martínez        | Mediocampista | 19 años | 1   | 0     | LAFC                 |
| 9   | Jhonder Cádiz         | Delantero     | 30 años | 17  | 2     | León                 |
| 17  | Josef Martínez        | Delantero     | 32 años | 68  | 14    | San Jose Earthquakes |
| 23  | Salomón Rondón        | Delantero     | 35 años | 118 | 47    | Pachuca              |
| 11  | Jan Hurtado           | Delantero     | 25 años | 13  | 0     | Gimnasia             |
| DT  | Fernando Batista      | Entrenador    | 55 años | 25  |       |                      |

- Jugador capitán en el último partido oficial de la selección Venezuela.

### Cuerpo técnico
| Cuerpo técnico          | Cuerpo técnico   | Cuerpo técnico  | Cuerpo técnico |
| ----------------------- | ---------------- | --------------- | -------------- |
| Gerente general:        | Sergio Batista   |                 |                |
| Entrenador:             | Fernando Batista |                 |                |
| Entrenador de arqueros: | Vicente Rosales  | Damian Albil    |                |
| Asistentes:             | Omar Alarcon     | Leandro Cufre   | Ricardo Valino |
| Preparador físico:      | Jorge Pidal      | Martin Paciullo |                |

### Récords
Los goles y juegos contabilizados a los seleccionados venezolanos, solo incluyen aquellos ocurridos ante selecciones mayores afiliadas a la FIFA.
Actualizado al 6 de junio de 2025:
| Goleadores |                     |       |     |           |
| #          | Jugador             | Goles | Apa | Periodo   |
| 1          | Salomón Rondón      | 47    | 118 | 2008-act. |
| 2          | Giancarlo Maldonado | 22    | 65  | 2003-2011 |
| 2          | Juan Arango         | 22    | 127 | 1999-2015 |
| 4          | Ruberth Morán       | 14    | 61  | 1996-2007 |
| 4          | Josef Martínez      | 14    | 68  | 2011-act. |
| 6          | Darwin Machís       | 11    | 45  | 2011-act. |
| 6          | Miku                | 11    | 50  | 2006-2015 |
| 6          | José Manuel Rey     | 11    | 111 | 1997-2011 |
| 9          | Daniel Arismendi    | 9     | 30  | 2006-2011 |
| 9          | Gabriel Urdaneta    | 9     | 76  | 1996-2005 |
| 10         | Juan García         | 7     | 49  | 1993-2009 |
| 10         | Rómulo Otero        | 7     | 51  | 2013-act. |
| 10         | Oswaldo Vizcarrondo | 7     | 80  | 2004-2016 |

| Apariciones |                     |     |       |           |
| #           | Jugador             | Apa | Goles | Periodo   |
| 1           | Tomás Rincón        | 142 | 1     | 2008-act. |
| 2           | Juan Arango         | 127 | 22    | 1999-2015 |
| 4           | Salomón Rondón      | 118 | 45    | 2008-act. |
| 3           | José Manuel Rey     | 111 | 11    | 1997-2011 |
| 5           | Roberto Rosales     | 95  | 1     | 2007-act. |
| 6           | Jorge Rojas         | 88  | 3     | 1999-2009 |
| 7           | Miguel Mea Vitali   | 84  | 1     | 1999-2012 |
| 8           | Oswaldo Vizcarrondo | 80  | 7     | 2004-2016 |
| 9           | Gabriel Urdaneta    | 76  | 9     | 1996-2005 |
| 10          | Luis Vallenilla     | 75  | 1     | 1999-2007 |

## Entrenadores
| - Vittorio Godigna (1938) - Sixto Soler (1944-1946) - Álvaro Cartea (1947-1948) - Orlando Fantoni (1951) - Miguel Ángel Glería (1951) - Orlando Fantoni (1955-1959) - Rafael Franco Reyes (1961-1967) - Gregorio Gómez (1969-1973) - Rafael González (1970) - Rudi Gutendorf (1974) |

| - Walter Roque (1975) - Dan Georgiadis (1977) - Manuel Plasencia (1977-1978) - José Julián Hernández (1979) - Manuel Plasencia (1980) - Luis Mendoza (1981) - Walter Roque (1981) - Luis Mendoza (1981) - Manuel Plasencia (1982) - Walter Roque (1983-1985) |

| - Rafael Santana (1987-1988) - Miguel Sabina (1989) - Carlos Horacio Moreno (1989) - Víctor Pignanelli (1991) - Ratomir Dujković (1993-1994) - Lino Alonso (1995) - Rafael Santana (1996) - Eduardo Borrero (1996-1997) - José Omar Pastoriza (1999-2000) - Richard Páez (2001-2007) |

| - César Farías (2007-2013) - Manuel Plasencia (2014) - Noel Sanvicente (2014-2016) - Rafael Dudamel (2016-2020) - José Peseiro (2020-2021) - Leo González (2021) - José Néstor Pékerman (2021-2023) - Fernando Batista (2023-presente) |

En cursiva: entrenadores interinos.

## Resultados

### Últimos partidos y próximos encuentros
| Fecha      | Ciudad          | Local          | Resultado | Visitante | Competición      |
| ---------- | --------------- | -------------- | --------- | --------- | ---------------- |
| 18-01-2025 | Fort Lauderdale | Estados Unidos | 3:1       | Venezuela | Partido amistoso |
| 21-03-2025 | Quito           | Ecuador        | 2:1       | Venezuela | Eliminatorias    |
| 25-03-2025 | Maturín         | Venezuela      | 1:0       | Perú      | Eliminatorias    |
| 06-06-2025 | Maturín         | Venezuela      | 2:0       | Bolivia   | Eliminatorias    |
| 10-06-2025 | Montevideo      | Uruguay        | 2:0       | Venezuela | Eliminatorias    |
| 04-09-2025 | Buenos Aires    | Argentina      | :         | Venezuela | Eliminatorias    |
| 09-09-2025 | Maturín         | Venezuela      | :         | Colombia  | Eliminatorias    |

## Clasificación
Existen diversas clasificaciones que listan las selecciones nacionales de acuerdo a distintos criterios; sin embargo, el más importante de ellos es la clasificación mundial de la FIFA.
| Institución | Clasificación actual | Clasificación actual | Clasificación actual | Clasificación actual | Mejor puesto | Mejor puesto | Mejor puesto | Mejor puesto            | Peor puesto | Peor puesto | Peor puesto | Peor puesto             | {\displaystyle {\overline {X}}} |
| Institución | Posición             | V                    | Puntaje              | Fecha                | Posición     | V            | Puntaje      | Fecha                   | Posición    | V           | Puntaje     | Fecha                   | {\displaystyle {\overline {X}}} |
| ----------- | -------------------- | -------------------- | -------------------- | -------------------- | ------------ | ------------ | ------------ | ----------------------- | ----------- | ----------- | ----------- | ----------------------- | ------------------------------- |
| FIFA        | 47.º                 | Sin cambios          | 1476.84              | 3 de abril de 2025   | 25.º         | 1            | 1517         | 28 de noviembre de 2019 | 129.º       | 1           | 19          | 18 de noviembre de 1998 | 71.º                            |
| Elo         | 34.º                 | Sin cambios          | 1743                 | 30 de mayo de 2025   | 18.º         | Sin cambios  | 1828         | 22 de junio de 2019     | 127.º       | Sin cambios | 1302        | 5 de septiembre de 1993 | 84.º                            |

### Clasificación histórica en la FIFA
| Venezuela en la clasificación mundial de la FIFA desde 1993                        | Venezuela en la clasificación mundial de la FIFA desde 1993 | Venezuela en la clasificación mundial de la FIFA desde 1993 | Venezuela en la clasificación mundial de la FIFA desde 1993 | Venezuela en la clasificación mundial de la FIFA desde 1993 | Venezuela en la clasificación mundial de la FIFA desde 1993 | Venezuela en la clasificación mundial de la FIFA desde 1993 | Venezuela en la clasificación mundial de la FIFA desde 1993 | Venezuela en la clasificación mundial de la FIFA desde 1993 | Venezuela en la clasificación mundial de la FIFA desde 1993 | Venezuela en la clasificación mundial de la FIFA desde 1993 | Venezuela en la clasificación mundial de la FIFA desde 1993 | Venezuela en la clasificación mundial de la FIFA desde 1993 |
| Año/mes                                                                            | Enero                                                       | Febrero                                                     | Marzo                                                       | abril                                                       | Mayo                                                        | Junio                                                       | Julio                                                       | Agosto                                                      | Septiembre                                                  | Octubre                                                     | Noviembre                                                   | Diciembre                                                   |
| ---------------------------------------------------------------------------------- | ----------------------------------------------------------- | ----------------------------------------------------------- | ----------------------------------------------------------- | ----------------------------------------------------------- | ----------------------------------------------------------- | ----------------------------------------------------------- | ----------------------------------------------------------- | ----------------------------------------------------------- | ----------------------------------------------------------- | ----------------------------------------------------------- | ----------------------------------------------------------- | ----------------------------------------------------------- |
| 1993                                                                               | Sin clasificación de la FIFA                                | Sin clasificación de la FIFA                                | Sin clasificación de la FIFA                                | Sin clasificación de la FIFA                                | Sin clasificación de la FIFA                                | Sin clasificación de la FIFA                                | Sin clasificación de la FIFA                                | 94.º (14)                                                   | 94.º (16)                                                   | 94.º (15)                                                   | 94.º (15)                                                   | 93.º (15)                                                   |
| 1994                                                                               | -                                                           | 92.º (15)                                                   | 94.º (15)                                                   | 93.º (15)                                                   | 95.º (15)                                                   | 94.º (15)                                                   | 95.º (14)                                                   | -                                                           | 97.º (13)                                                   | 109.º (12)                                                  | 111.º (12)                                                  | 110.º (52)                                                  |
| 1995                                                                               | -                                                           | 121.º (11)                                                  | -                                                           | 123.º (11)                                                  | 123.º (11)                                                  | 124.º (10)                                                  | 117.º (13)                                                  | 119.º (13)                                                  | 97.º (13)                                                   | 121.º (12)                                                  | 123.º (12)                                                  | 127.º (12)                                                  |
| 1996                                                                               | 112.º (16)                                                  | 116.º (16)                                                  | -                                                           | 116.º (15)                                                  | 119.º (15)                                                  | -                                                           | 125.º (17)                                                  | 118.º (19)                                                  | 118.º (19)                                                  | 106.º (23)                                                  | 110.º (23)                                                  | 111.º (23)                                                  |
| 1997                                                                               | -                                                           | 112.º (22)                                                  | -                                                           | 109.º (24)                                                  | 113.º (24)                                                  | 111.º (24)                                                  | 106.º (26)                                                  | 109.º (25)                                                  | 110.º (25)                                                  | 115.º (25)                                                  | 115.º (25)                                                  | 115.º (25)                                                  |
| 1998                                                                               | -                                                           | 115.º (24)                                                  | 115.º (24)                                                  | 115.º (24)                                                  | 114.º (24)                                                  | -                                                           | 120.º (20)                                                  | 119.º (20)                                                  | 112.º (19)                                                  | 128.º (19)                                                  | 129.º (19)                                                  | 129.º (19)                                                  |
| 1999                                                                               | 126.º (257)                                                 | 126.º (257)                                                 | 126.º (255)                                                 | 119.º (277)                                                 | 118.º (289)                                                 | 115.º (312)                                                 | 109.º (342)                                                 | 110.º (341)                                                 | 111.º (340)                                                 | 110.º (339)                                                 | 111.º (336)                                                 | 110.º (335)                                                 |
| 2000                                                                               | 110.º (335)                                                 | 110.º (334)                                                 | 113.º (332)                                                 | 115.º (333)                                                 | 117.º (330)                                                 | 115.º (335)                                                 | 113.º (358)                                                 | 113.º (361)                                                 | 107.º (375)                                                 | 105.º (379)                                                 | 111.º (379)                                                 | 111.º (377)                                                 |
| 2001                                                                               | 111.º (377)                                                 | 111.º (376)                                                 | 111.º (375)                                                 | 113.º (375)                                                 | 112.º (393)                                                 | 112.º (386)                                                 | 116.º (377)                                                 | 110.º (400)                                                 | 104.º (435)                                                 | 89.º (467)                                                  | 81.º (493)                                                  | 81.º (493)                                                  |
| 2002                                                                               | 81.º (493)                                                  | 83.º (492)                                                  | 83.º (489)                                                  | 83.º (488)                                                  | 83.º (488)                                                  | -                                                           | 81.º (487)                                                  | 75.º (492)                                                  | 80.º (482)                                                  | 88.º (467)                                                  | 77.º (478)                                                  | 69.º (501)                                                  |
| 2003                                                                               | 69.º (501)                                                  | 69.º (499)                                                  | 69.º (498)                                                  | 66.º (519)                                                  | 63.º (527)                                                  | 55.º (544)                                                  | 58.º (539)                                                  | 60.º (533)                                                  | 64.º (525)                                                  | 67.º (525)                                                  | 62.º (539)                                                  | 57.º (549)                                                  |
| 2004                                                                               | 55.º (549)                                                  | 56.º (548)                                                  | 54.º (552)                                                  | 48.º (569)                                                  | 49.º (562)                                                  | 50.º (554)                                                  | 50.º (562)                                                  | 53.º (562)                                                  | 55.º (559)                                                  | 59.º (562)                                                  | 52.º (579)                                                  | 62.º (565)                                                  |
| 2005                                                                               | 63.º (562)                                                  | 61.º (569)                                                  | 65.º (562)                                                  | 70.º (555)                                                  | 70.º (551)                                                  | 70.º (554)                                                  | 68.º (551)                                                  | 67.º (550)                                                  | 57.º (571)                                                  | 71.º (557)                                                  | 67.º (556)                                                  | 67.º (555)                                                  |
| 2006                                                                               | 68.º (555)                                                  | 69.º (553)                                                  | 70.º (551)                                                  | 71.º (544)                                                  | 71.º (539)                                                  | -                                                           | 68.º (463)                                                  | 65.º (458)                                                  | 80.º (399)                                                  | 72.º (448)                                                  | 73.º (428)                                                  | 73.º (428)                                                  |
| 2007                                                                               | 73.º (434)                                                  | 66.º (452)                                                  | 74.º (430)                                                  | 71.º (447)                                                  | 70.º (448)                                                  | 70.º (452)                                                  | 56.º (520)                                                  | 56.º (540)                                                  | 58.º (521)                                                  | 56.º (560)                                                  | 62.º (547)                                                  | 62.º (547)                                                  |
| 2008                                                                               | 59.º (557)                                                  | 59.º (554)                                                  | 57.º (564)                                                  | 59.º (536)                                                  | 64.º (521)                                                  | 63.º (521)                                                  | 61.º (507)                                                  | 60.º (508)                                                  | 61.º (496)                                                  | 66.º (484)                                                  | 66.º (497)                                                  | 65.º (487)                                                  |
| 2009                                                                               | 65.º (496)                                                  | 67.º (492)                                                  | 65.º (498)                                                  | 58.º (554)                                                  | 56.º (565)                                                  | 56.º (568)                                                  | 54.º (584)                                                  | 54.º (583)                                                  | 51.º (604)                                                  | 51.º (632)                                                  | 50.º (646)                                                  | 50.º (646)                                                  |
| 2010                                                                               | 47.º (646)                                                  | 49.º (644)                                                  | 48.º (633)                                                  | 49.º (605)                                                  | 49.º (608)                                                  | -                                                           | 47.º (592)                                                  | 47.º (592)                                                  | 60.º (531)                                                  | 57.º (525)                                                  | 56.º (527)                                                  | 60.º (515)                                                  |
| 2011                                                                               | 60.º (515)                                                  | 63.º (513)                                                  | 63.º (505)                                                  | 67.º (501)                                                  | 68.º (489)                                                  | 69.º (471)                                                  | 40.º (648)                                                  | 44.º (615)                                                  | 47.º (598)                                                  | 40.º (632)                                                  | 39.º (661)                                                  | 39.º (661)                                                  |
| 2012                                                                               | 41.º (642)                                                  | 46.º (615)                                                  | 46.º (593)                                                  | 43.º (617)                                                  | 43.º (613)                                                  | 40.º (614)                                                  | 47.º (615)                                                  | 52.º (570)                                                  | 52.º (584)                                                  | 39.º (635)                                                  | 48.º (600)                                                  | 57.º (551)                                                  |
| 2013                                                                               | 55.º (561)                                                  | 45.º (599)                                                  | 43.º (622)                                                  | 36.º (708)                                                  | 36.º (703)                                                  | 37.º (712)                                                  | 36.º (704)                                                  | 39.º (688)                                                  | 36.º (707)                                                  | 37.º (692)                                                  | 35.º (711)                                                  | 36.º (711)                                                  |
| 2014                                                                               | 39.º (715)                                                  | 35.º (734)                                                  | 39.º (704)                                                  | 41.º (670)                                                  | 41.º (666)                                                  | 40.º (672)                                                  | 30.º (720)                                                  | 29.º (724)                                                  | 66.º (476)                                                  | 85.º (388)                                                  | 89.º (369)                                                  | 88.º (369)                                                  |
| 2015                                                                               | 87.º (370)                                                  | 79.º (440)                                                  | 72.º (483)                                                  | 69.º (495)                                                  | 69.º (495)                                                  | 72.º (497)                                                  | 45.º (643)                                                  | 48.º (617)                                                  | 50.º (612)                                                  | 69.º (501)                                                  | 83.º (408)                                                  | 83.º (408)                                                  |
| 2016                                                                               | 83.º (412)                                                  | 81.º (423)                                                  | 75.º (480)                                                  | 74.º (476)                                                  | 74.º (476)                                                  | 77.º (456)                                                  | 46.º (621)                                                  | 46.º (621)                                                  | 60.º (562)                                                  | 68.º (516)                                                  | 59.º (581)                                                  | 59.º (581)                                                  |
| 2017                                                                               | 59.º (581)                                                  | 59.º (597)                                                  | 59.º (601)                                                  | 58.º (595)                                                  | 58.º (595)                                                  | 58.º (630)                                                  | 69.º (521)                                                  | 69.º (521)                                                  | 68.º (525)                                                  | 51.º (663)                                                  | 52.º (639)                                                  | 52.º (639)                                                  |
| 2018                                                                               | 52.º (639)                                                  | 48.º (656)                                                  | 48.º (659)                                                  | 39.º (709)                                                  | 39.º (709)                                                  | 33.º (755)                                                  | -                                                           | 31.º (1476)                                                 | 32.º (1476)                                                 | 29.º (1479)                                                 | 31.º (1478)                                                 | 31.º (1478)                                                 |
| 2019                                                                               | -                                                           | 32.º (1478)                                                 | -                                                           | 29.º (1484)                                                 | -                                                           | 33.º (1485)                                                 | 26.º (1505)                                                 | -                                                           | 26.º (1506)                                                 | 26.º (1512)                                                 | 25.º (1517)                                                 | 25.º (1517)                                                 |
| 2020                                                                               | -                                                           | 25.º (1517)                                                 | -                                                           | 25.º (1517)                                                 | -                                                           | 25.º (1517)                                                 | 25.º (1517)                                                 | -                                                           | 25.º (1517)                                                 | 28.º (1493)                                                 | 28.º (1501)                                                 | 28.º (1501)                                                 |
| 2021                                                                               | -                                                           | 28.º (1501)                                                 | -                                                           | 30.º (1500.71)                                              | 30.º (1500.71)                                              | -                                                           | -                                                           | 40.º (1463.3)                                               | 49.º (1434.14)                                              | 50.º (1431.51)                                              | 59.º (1409.14)                                              | 59.º (1409.14)                                              |
| 2022                                                                               | -                                                           | 58.º (1411.45)                                              | 58.º (1398.14)                                              | -                                                           | -                                                           | 56.º (1405.17)                                              | -                                                           | 56.º (1405.17)                                              | -                                                           | 57.º (1404.37)                                              | -                                                           | 55.º (1404.37)                                              |
| 2023                                                                               | -                                                           | -                                                           | -                                                           | 55.º (1410.47)                                              | -                                                           | 56.º (1417.23)                                              | 57.º (1417.23)                                              | -                                                           | 53.º (1422.83)                                              | 49.º (1445.67)                                              | 49.º (1448.77)                                              | 50.º (1447.2)                                               |
| 2024                                                                               | -                                                           | 52.º (1447.2)                                               | -                                                           |                                                             |                                                             |                                                             |                                                             |                                                             |                                                             |                                                             |                                                             |                                                             |
| Posición promedio desde la creación de la clasificación mundial de la FIFA es 71.º |                                                             |                                                             |                                                             |                                                             |                                                             |                                                             |                                                             |                                                             |                                                             |                                                             |                                                             |                                                             |

Clasificación de la FIFA más alta: 25.º (25 de noviembre de 2019 al 9 de abril de 2020)

Clasificación de la FIFA más baja: 129.º (18 de noviembre al 23 de diciembre de 1998)

Mejor progresión de la historia: +31 (8 de agosto de 1993 y 14 de julio de 2016)

Peor progresión de la historia: –37 (18 de septiembre de 2014)

Fuente: Ficha de Venezuela en FIFA y Estadísticas FIFA

## Estadísticas

### Copa Mundial de Fútbol
| Copa Mundial de Fútbol de la FIFA | Copa Mundial de Fútbol de la FIFA | Copa Mundial de Fútbol de la FIFA | Copa Mundial de Fútbol de la FIFA | Copa Mundial de Fútbol de la FIFA | Copa Mundial de Fútbol de la FIFA | Copa Mundial de Fútbol de la FIFA | Copa Mundial de Fútbol de la FIFA | Copa Mundial de Fútbol de la FIFA |                           | Clasificación para la Copa Mundial de Fútbol | Clasificación para la Copa Mundial de Fútbol | Clasificación para la Copa Mundial de Fútbol | Clasificación para la Copa Mundial de Fútbol | Clasificación para la Copa Mundial de Fútbol | Clasificación para la Copa Mundial de Fútbol | Clasificación para la Copa Mundial de Fútbol | Clasificación para la Copa Mundial de Fútbol |
| Año                               | Ronda                             | Posición                          | PJ                                | V                                 | E                                 | D                                 | GF                                | GC                                | Ronda                     | Posición                                     | PJ                                           | V                                            | E                                            | D                                            | GF                                           | GC                                           |                                              |
| --------------------------------- | --------------------------------- | --------------------------------- | --------------------------------- | --------------------------------- | --------------------------------- | --------------------------------- | --------------------------------- | --------------------------------- | ------------------------- | -------------------------------------------- | -------------------------------------------- | -------------------------------------------- | -------------------------------------------- | -------------------------------------------- | -------------------------------------------- | -------------------------------------------- | -------------------------------------------- |
| 1930                              | No existía la selección           | No existía la selección           | No existía la selección           | No existía la selección           | No existía la selección           | No existía la selección           | No existía la selección           | No existía la selección           | No existía la selección   | No existía la selección                      | No existía la selección                      | No existía la selección                      | No existía la selección                      | No existía la selección                      | No existía la selección                      | No existía la selección                      |                                              |
| 1934                              | No era miembro de la FIFA         | No era miembro de la FIFA         | No era miembro de la FIFA         | No era miembro de la FIFA         | No era miembro de la FIFA         | No era miembro de la FIFA         | No era miembro de la FIFA         | No era miembro de la FIFA         | No era miembro de la FIFA | No era miembro de la FIFA                    | No era miembro de la FIFA                    | No era miembro de la FIFA                    | No era miembro de la FIFA                    | No era miembro de la FIFA                    | No era miembro de la FIFA                    | No era miembro de la FIFA                    |                                              |
| 1938                              | No era miembro de la FIFA         | No era miembro de la FIFA         | No era miembro de la FIFA         | No era miembro de la FIFA         | No era miembro de la FIFA         | No era miembro de la FIFA         | No era miembro de la FIFA         | No era miembro de la FIFA         | No era miembro de la FIFA | No era miembro de la FIFA                    | No era miembro de la FIFA                    | No era miembro de la FIFA                    | No era miembro de la FIFA                    | No era miembro de la FIFA                    | No era miembro de la FIFA                    | No era miembro de la FIFA                    |                                              |
| 1950                              | No era miembro de la FIFA         | No era miembro de la FIFA         | No era miembro de la FIFA         | No era miembro de la FIFA         | No era miembro de la FIFA         | No era miembro de la FIFA         | No era miembro de la FIFA         | No era miembro de la FIFA         | No era miembro de la FIFA | No era miembro de la FIFA                    | No era miembro de la FIFA                    | No era miembro de la FIFA                    | No era miembro de la FIFA                    | No era miembro de la FIFA                    | No era miembro de la FIFA                    | No era miembro de la FIFA                    |                                              |
| 1954                              | No participó                      | No participó                      | No participó                      | No participó                      | No participó                      | No participó                      | No participó                      | No participó                      | No participó              | No participó                                 | No participó                                 | No participó                                 | No participó                                 | No participó                                 | No participó                                 | No participó                                 |                                              |
| 1958                              | No participó                      | No participó                      | No participó                      | No participó                      | No participó                      | No participó                      | No participó                      | No participó                      | Se retiró                 | Se retiró                                    | Se retiró                                    | Se retiró                                    | Se retiró                                    | Se retiró                                    | Se retiró                                    | Se retiró                                    |                                              |
| 1962                              | No participó                      | No participó                      | No participó                      | No participó                      | No participó                      | No participó                      | No participó                      | No participó                      | No participó              | No participó                                 | No participó                                 | No participó                                 | No participó                                 | No participó                                 | No participó                                 | No participó                                 |                                              |
| 1966                              | No clasificó                      | No clasificó                      | No clasificó                      | No clasificó                      | No clasificó                      | No clasificó                      | No clasificó                      | No clasificó                      | Fase de grupos            | 3.º                                          | 4                                            | 0                                            | 0                                            | 4                                            | 4                                            | 15                                           |                                              |
| 1970                              | No clasificó                      | No clasificó                      | No clasificó                      | No clasificó                      | No clasificó                      | No clasificó                      | No clasificó                      | No clasificó                      | Fase de grupos            | 4.º                                          | 6                                            | 0                                            | 1                                            | 5                                            | 1                                            | 18                                           |                                              |
| 1974                              | Inhabilitado por la FIFA          | Inhabilitado por la FIFA          | Inhabilitado por la FIFA          | Inhabilitado por la FIFA          | Inhabilitado por la FIFA          | Inhabilitado por la FIFA          | Inhabilitado por la FIFA          | Inhabilitado por la FIFA          | Inhabilitado por la FIFA  | Inhabilitado por la FIFA                     | Inhabilitado por la FIFA                     | Inhabilitado por la FIFA                     | Inhabilitado por la FIFA                     | Inhabilitado por la FIFA                     | Inhabilitado por la FIFA                     | Inhabilitado por la FIFA                     |                                              |
| 1978                              | No clasificó                      | No clasificó                      | No clasificó                      | No clasificó                      | No clasificó                      | No clasificó                      | No clasificó                      | No clasificó                      | Fase de grupos            | 3.º                                          | 4                                            | 0                                            | 1                                            | 3                                            | 2                                            | 8                                            |                                              |
| 1982                              | No clasificó                      | No clasificó                      | No clasificó                      | No clasificó                      | No clasificó                      | No clasificó                      | No clasificó                      | No clasificó                      | Fase de grupos            | 3.º                                          | 4                                            | 1                                            | 0                                            | 3                                            | 1                                            | 9                                            |                                              |
| 1986                              | No clasificó                      | No clasificó                      | No clasificó                      | No clasificó                      | No clasificó                      | No clasificó                      | No clasificó                      | No clasificó                      | Fase de grupos            | 4.º                                          | 6                                            | 0                                            | 1                                            | 5                                            | 5                                            | 15                                           |                                              |
| 1990                              | No clasificó                      | No clasificó                      | No clasificó                      | No clasificó                      | No clasificó                      | No clasificó                      | No clasificó                      | No clasificó                      | Fase de grupos            | 3.º                                          | 4                                            | 0                                            | 0                                            | 4                                            | 1                                            | 18                                           |                                              |
| 1994                              | No clasificó                      | No clasificó                      | No clasificó                      | No clasificó                      | No clasificó                      | No clasificó                      | No clasificó                      | No clasificó                      | Fase de grupos            | 5.º                                          | 8                                            | 1                                            | 0                                            | 7                                            | 4                                            | 34                                           |                                              |
| 1998                              | No clasificó                      | No clasificó                      | No clasificó                      | No clasificó                      | No clasificó                      | No clasificó                      | No clasificó                      | No clasificó                      | Eliminatorias             | 9.º                                          | 16                                           | 0                                            | 3                                            | 13                                           | 8                                            | 41                                           |                                              |
| 2002                              | No clasificó                      | No clasificó                      | No clasificó                      | No clasificó                      | No clasificó                      | No clasificó                      | No clasificó                      | No clasificó                      | Eliminatorias             | 9.º                                          | 18                                           | 5                                            | 1                                            | 12                                           | 18                                           | 44                                           |                                              |
| 2006                              | No clasificó                      | No clasificó                      | No clasificó                      | No clasificó                      | No clasificó                      | No clasificó                      | No clasificó                      | No clasificó                      | Eliminatorias             | 8.º                                          | 18                                           | 5                                            | 3                                            | 10                                           | 20                                           | 28                                           |                                              |
| 2010                              | No clasificó                      | No clasificó                      | No clasificó                      | No clasificó                      | No clasificó                      | No clasificó                      | No clasificó                      | No clasificó                      | Eliminatorias             | 8.º                                          | 18                                           | 6                                            | 4                                            | 8                                            | 23                                           | 29                                           |                                              |
| 2014                              | No clasificó                      | No clasificó                      | No clasificó                      | No clasificó                      | No clasificó                      | No clasificó                      | No clasificó                      | No clasificó                      | Eliminatorias             | 6.º                                          | 16                                           | 5                                            | 5                                            | 6                                            | 14                                           | 20                                           |                                              |
| 2018                              | No clasificó                      | No clasificó                      | No clasificó                      | No clasificó                      | No clasificó                      | No clasificó                      | No clasificó                      | No clasificó                      | Eliminatorias             | 10.º                                         | 18                                           | 2                                            | 6                                            | 10                                           | 19                                           | 35                                           |                                              |
| 2022                              | No clasificó                      | No clasificó                      | No clasificó                      | No clasificó                      | No clasificó                      | No clasificó                      | No clasificó                      | No clasificó                      | Eliminatorias             | 10.º                                         | 18                                           | 3                                            | 1                                            | 14                                           | 14                                           | 34                                           |                                              |
| 2026                              | Por definir                       | Por definir                       | Por definir                       | Por definir                       | Por definir                       | Por definir                       | Por definir                       | Por definir                       | Eliminatorias             | Por definir                                  | 16                                           | 4                                            | 6                                            | 6                                            | 15                                           | 19                                           |                                              |
| Total                             | -                                 | 0/22                              | -                                 | -                                 | -                                 | -                                 | -                                 | -                                 | Total                     | Total                                        | 173                                          | 32                                           | 32                                           | 110                                          | 149                                          | 367                                          |                                              |

### Copa América
| \| Copa América \| Copa América \| Copa América \| Copa América \| Copa América \| Copa América \| Copa América \| Copa América \| Copa América \| \| Año \| Ronda \| Posición \| PJ \| V \| E \| D \| GF \| GC \| \| ------------ \| ---------------- \| -------------- \| -------------- \| -------------- \| -------------- \| -------------- \| -------------- \| -------------- \| \| 1916 - 1963 \| No participó \| No participó \| No participó \| No participó \| No participó \| No participó \| No participó \| No participó \| \| 1967 \| Liga \| 5.º \| 5 \| 1 \| 0 \| 4 \| 7 \| 16 \| \| 1975 \| Fase de grupos \| 10.º \| 4 \| 0 \| 0 \| 4 \| 1 \| 26 \| \| 1979 \| Fase de grupos \| 10.º \| 4 \| 0 \| 2 \| 2 \| 1 \| 12 \| \| 1983 \| Fase de grupos \| 10.º \| 4 \| 0 \| 1 \| 3 \| 1 \| 10 \| \| 1987 \| Fase de grupos \| 10.º \| 2 \| 0 \| 0 \| 2 \| 1 \| 8 \| \| 1989 \| Fase de grupos \| 10.º \| 4 \| 0 \| 1 \| 3 \| 4 \| 11 \| \| 1991 \| Fase de grupos \| 10.º \| 4 \| 0 \| 0 \| 4 \| 1 \| 17 \| \| 1993 \| Fase de grupos \| 11.º \| 3 \| 0 \| 2 \| 1 \| 6 \| 11 \| \| 1995 \| Fase de grupos \| 12.º \| 3 \| 0 \| 0 \| 3 \| 4 \| 10 \| \| 1997 \| Fase de grupos \| 12.º \| 3 \| 0 \| 0 \| 3 \| 0 \| 5 \| \| 1999 \| Fase de grupos \| 12.º \| 3 \| 0 \| 0 \| 3 \| 1 \| 13 \| \| 2001 \| Fase de grupos \| 12.º \| 3 \| 0 \| 0 \| 3 \| 0 \| 7 \| \| 2004 \| Fase de grupos \| 11.º \| 3 \| 0 \| 1 \| 2 \| 2 \| 5 \| \| 2007 \| Cuartos de final \| 6.º \| 4 \| 1 \| 2 \| 1 \| 5 \| 6 \| \| 2011 \| Cuarto lugar \| 4.º \| 6 \| 2 \| 3 \| 1 \| 7 \| 8 \| \| 2015 \| Fase de grupos \| 9.º \| 3 \| 1 \| 0 \| 2 \| 2 \| 3 \| \| 2016 \| Cuartos de final \| 6.º \| 4 \| 2 \| 1 \| 1 \| 4 \| 5 \| \| 2019 \| Cuartos de final \| 7.º \| 4 \| 1 \| 2 \| 1 \| 3 \| 3 \| \| 2021 \| Fase de grupos \| 9.º \| 4 \| 0 \| 2 \| 2 \| 2 \| 6 \| \| 2024 \| Cuartos de final \| 5.º \| 4 \| 3 \| 1 \| 0 \| 7 \| 2 \| \| 2028 \| Por disputarse \| Por disputarse \| Por disputarse \| Por disputarse \| Por disputarse \| Por disputarse \| Por disputarse \| Por disputarse \| \| Total \| 20/48 \| 11.º \| 74 \| 11 \| 18 \| 45 \| 59 \| 184 \| |                  |                |                |                |                |                |                |                |
| Copa América |                  |                |                |                |                |                |                |                |
| Año | Ronda            | Posición       | PJ             | V              | E              | D              | GF             | GC             |
| 1916 - 1963 | No participó     | No participó   | No participó   | No participó   | No participó   | No participó   | No participó   | No participó   |
| 1967 | Liga             | 5.º            | 5              | 1              | 0              | 4              | 7              | 16             |
| 1975 | Fase de grupos   | 10.º           | 4              | 0              | 0              | 4              | 1              | 26             |
| 1979 | Fase de grupos   | 10.º           | 4              | 0              | 2              | 2              | 1              | 12             |
| 1983 | Fase de grupos   | 10.º           | 4              | 0              | 1              | 3              | 1              | 10             |
| 1987 | Fase de grupos   | 10.º           | 2              | 0              | 0              | 2              | 1              | 8              |
| 1989 | Fase de grupos   | 10.º           | 4              | 0              | 1              | 3              | 4              | 11             |
| 1991 | Fase de grupos   | 10.º           | 4              | 0              | 0              | 4              | 1              | 17             |
| 1993 | Fase de grupos   | 11.º           | 3              | 0              | 2              | 1              | 6              | 11             |
| 1995 | Fase de grupos   | 12.º           | 3              | 0              | 0              | 3              | 4              | 10             |
| 1997 | Fase de grupos   | 12.º           | 3              | 0              | 0              | 3              | 0              | 5              |
| 1999 | Fase de grupos   | 12.º           | 3              | 0              | 0              | 3              | 1              | 13             |
| 2001 | Fase de grupos   | 12.º           | 3              | 0              | 0              | 3              | 0              | 7              |
| 2004 | Fase de grupos   | 11.º           | 3              | 0              | 1              | 2              | 2              | 5              |
| 2007 | Cuartos de final | 6.º            | 4              | 1              | 2              | 1              | 5              | 6              |
| 2011 | Cuarto lugar     | 4.º            | 6              | 2              | 3              | 1              | 7              | 8              |
| 2015 | Fase de grupos   | 9.º            | 3              | 1              | 0              | 2              | 2              | 3              |
| 2016 | Cuartos de final | 6.º            | 4              | 2              | 1              | 1              | 4              | 5              |
| 2019 | Cuartos de final | 7.º            | 4              | 1              | 2              | 1              | 3              | 3              |
| 2021 | Fase de grupos   | 9.º            | 4              | 0              | 2              | 2              | 2              | 6              |
| 2024 | Cuartos de final | 5.º            | 4              | 3              | 1              | 0              | 7              | 2              |
| 2028 | Por disputarse   | Por disputarse | Por disputarse | Por disputarse | Por disputarse | Por disputarse | Por disputarse | Por disputarse |
| Total | 20/48            | 11.º           | 74             | 11             | 18             | 45             | 59             | 184            |

## Categorías inferiores
Las categorías inferiores de la selección de fútbol de Venezuela son el conjunto de selecciones de la Federación Venezolana de Fútbol, integradas en su conjunto por jugadores de entre quince a veintitrés años que representan a Venezuela en los diferentes torneos internacionales agrupados en diferentes categorías de edad, y que constituyen los escalafones previos a la selección absoluta.
Las diferentes categorías se establecen por el año de nacimiento de los jugadores y normalmente incluyen a futbolistas nacidos en dos años consecutivos. Tradicionalmente la denominación de la selección se refiere a la edad máxima de los jugadores habiendo así competiciones oficiales desde los sub-15 hasta los sub-23.

### Selección sub-23

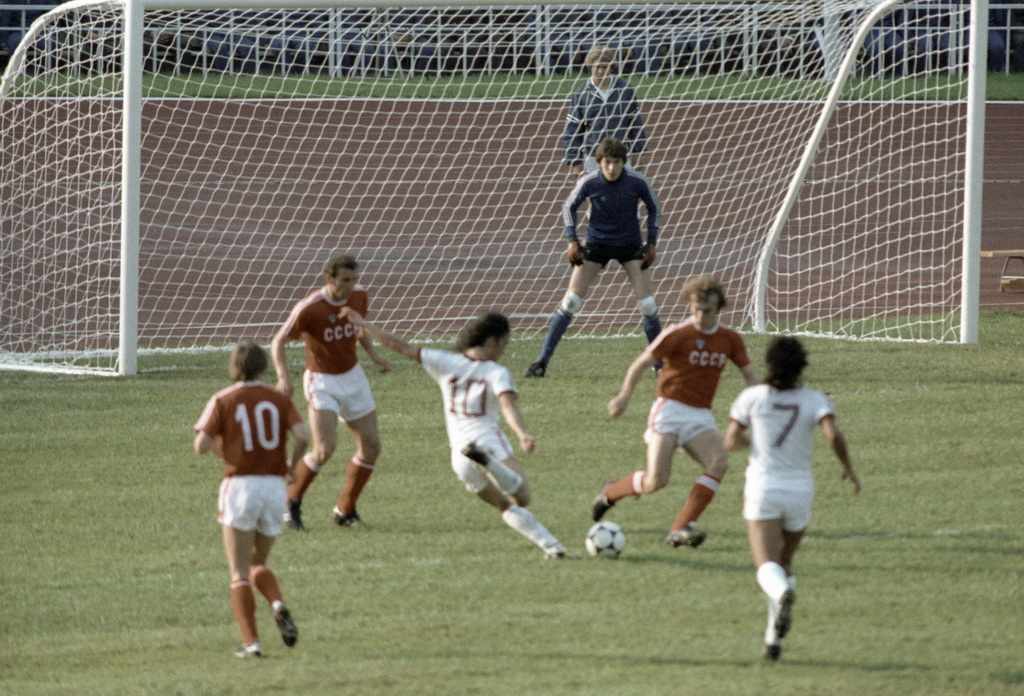
La selección olímpica de Venezuela (blanco) en un partido ante su similar de la (rojo) durante los Juegos Olímpicos de Moscú 1980.

La selección sub-23 —o selección olímpica— es la encargada de defender a Venezuela en la competición olímpica de fútbol —motivo por el que recibe el calificativo de olímpica—. Los jugadores participantes en los mismos deben tener menos de veintitrés años de edad a excepción de tres por escuadra que pueden ser mayores.
El torneo olímpico es considerado así como una Copa Mundial Sub-23. Desde los Juegos Olímpicos de México 1968 hasta los Juegos Olímpicos de Atenas 2004, la selección sub-23 de Venezuela ha estado participando en el Torneo Preolímpico Sudamericano Sub-23 organizada por la  Confederación Sudamericana de Fútbol.
En el Torneo Preolímpico Sudamericano Sub-23 de 1980, Venezuela alcanzaría su mejor resultado al conseguir el 4.º lugar tras dos victorias, un empate y tres derrota. No obstante, solo los dos primeros de la clasificación —Argentina y Colombia— asistirían a los Juegos Olímpicos de Moscú 1980. De manera inesperada Argentina se une al boicot convocado por 65 naciones en protesta contra la Unión Soviética por la invasión a Afganistán que comenzó a finales de 1979. En lugar de Argentina, Venezuela parte a Moscú quedando en el grupo A y consiguiendo solo una victoria en su única presentación en unos Juegos Olímpicos.

### Selección sub-20

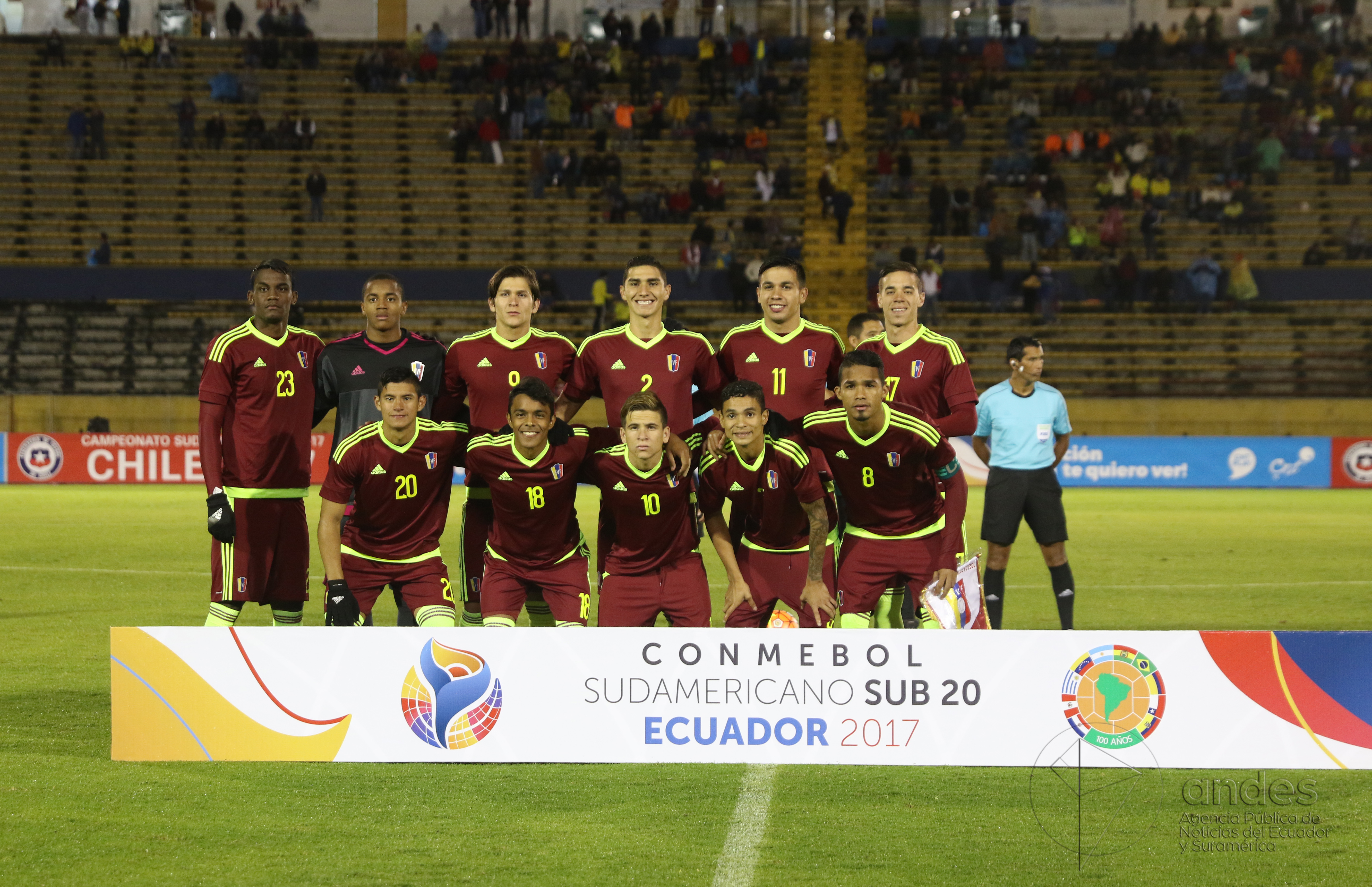
Jugadores de la selección sub-20 previo a un partido del Sudamericano de 2017.

La categoría sub-20 es la categoría juvenil encargada de defender a Venezuela en el Campeonato Sudamericano de Fútbol Sub-20 con miras a clasificar para la Copa Mundial de Fútbol Sub-20 desde su creación en los años 70. En la categoría se ha clasificado a la Copa Mundial de Fútbol Sub-20 de 2009 —alcanzado los octavos de final tras ser eliminada por los Emiratos Árabes Unidos— y a la Copa Mundial de Fútbol Sub-20 de 2017 —donde consiguió el subcampeonato tras caer en la final ante Inglaterra—.

### Selección sub-17
La selección de fútbol sub-17 de Venezuela es el equipo formado por jugadores de 17 años de edad, que representa a la Federación Venezolana de Fútbol en el Campeonato Sudamericano de Fútbol Sub-17. En la categoría ha clasificado a tres Copas Mundiales —edición de 2013, edición de 2023 y edición de 2025 —.

### Selección sub-15
La selección de fútbol sub-15 de Venezuela es el equipo formado por jugadores de 15 años de edad, que representa a la Federación Venezolana de Fútbol en el Campeonato Sudamericano de Fútbol Sub-15. Su mejor participación en un Sudamericano Sub-15 ha sido en la edición de 2007 cuando por diferencia de goles no pudieron avanzar a la segunda fase del torneo.

## Palmarés
- Juegos Centroamericanos y del Caribe
  -  Medalla de oro (1): 1982.
  -  Medalla de plata (1): 1978.
  -  Medalla de bronce (3): 1959, 1962 y 1970.

- Juegos Bolivarianos
  -  Medalla de plata (1): 1947-48.

### Selección amateur
- Juegos Bolivarianos
  -  Medalla de plata (4): 1951, 1965, 1970 y 1977.
  -  Medalla de bronce (2): 1961 y 1981.

### Selección sub-23
- Juegos Centroamericanos y del Caribe
  -  Medalla de plata (1): 1990.

### Selección sub-20
- Copa Mundial de Fútbol Sub-20
  -  Subcampeón (1): 2017.
- Campeonato Sudamericano Sub-20
  -  Tercer lugar (2): 1954 y 2017.
- Juegos Centroamericanos y del Caribe
  -  Medalla de oro (1): 1998.
  -  Medalla de plata (3): 2006, 2014 y 2018.

### Selección sub-17
- Campeonato Sudamericano Sub-17
  -  Subcampeón (1): 2013.
- Juegos Sudamericanos
  -  Medalla de plata (1): 1994.
- Juegos Bolivarianos
  -  Medalla de plata (1): 2005.
  -  Medalla de bronce (5): 1993, 1997, 2001, 2009 y 2017.

## Filmografía
- Villa del Cine (productor); Miguel New (director) (2009). Vinotinto: la película (documental). https://www.imdb.com/title/tt1509282/.
- Andrés Crema (director) (2013). Vinotinto: orígenes de una pasión (DVD). Caracas: Cinesa.